# Молодюк Єлизавета Максимівна
Єлизавета Молодюк (нар. 24 лютого 2004) — українська футболістка, нападниця жіночої збірної України та харківського клубу «Металіст 1925».

## Клубна кар'єра
Народилася 2004 року в місті Слов'янськ, що на Донеччині.
Виступала у складі «Харківського коледжу» (ХПКСП). У сезоні 2020/21 років здобула бронзові медалі першої ліги чемпіонату України.
У 2022 році доєдналася до новоствореної команди «Шахтар» (Донецьк). Після 10-ти турів сезону 2021/22 років в активі Молодюк було 6 забитих м'ячів, а у «Шахтаря» була максимальна кількість набраних очок у першій лізі, проте той сезон не було дограно через російське вторгнення. Деякий час гравчиня вимушено тренувалась за межамі країни у складі жіночої команди угорського клубу «Вашаш».
10 вересня 2022 року у матчі проти полтавської «Ворскли» Єлизавета Молодюк у складі «Шахтаря» дебютувала у вищій лізі України. По завершенню сезону 2022/23 років в активі Єлизавети було 20 забитих м'ячів і вона в тому сезоні стала найкращою бомбардиркою своєї команди. 
Сезон 2024/25 років Єлизавета Молодюк розпочала у складі команди «Металіст 1925» (Харків). 
6 серпня 2024 року у своєму дебютному матчі за новий клуб Молодюк зробила хет-трик. Три м'ячі було забито у ворота вінницької команди «ЕМС-Поділля».

## Кар'єра в збірній
Викликалася до дівочої збірної України WU-17 та молодіжної збірної України WU-19.
27 лютого 2024 року дебютувала за національну збірну у матчі Ліги націй УЄФА проти Болгарії.

## Досягнення
«Харківський коледж»
- Перша ліга
  -  Бронзовий призер (1): 2020/21